# El Negro Blanco
El Negro Blanco es una historieta argentina de Carlos Trillo y Ernesto García Seijas, que fue publicada en la contratapa del diario Clarín desde el 19 de noviembre de 1987 hasta septiembre de 1993. La tira sucedió a la de El Loco Chávez y fue seguida por El Nene Montanaro.

## Descripción
La serie está protagonizada por Roberto Blanco, a quien llaman "El Negro Blanco". Es un periodista (ficticio) del propio diario Clarín, y la mayor parte de los arcos argumentales giran en torno a alguna investigación, generalmente de tipo insólito, que se le pide que realice. 
El otro elemento importante de las historias son las complejas relaciones románticas entre los personajes, que involucran numerosos malentendidos entre los mismos. De ahí que la historia en su totalidad deja entrever un espíritu festivo de comedia erótica. Prácticamente todas las mujeres que viven en el Buenos Aires del Negro Blanco son atractivas y sensuales, visten provocativamente pero con elegancia acorde a la moda de fines de la década de los 80 y comienzos de los 90; Abundan las minifaldas indiscretas y escotes osados para martirio del Negro, que sufre de una incontenible debilidad por estas mujeres hermosas, amén de la magistral destreza de García Seijas para dibujar personajes femeninos. Otro elemento llamativo son las alusiones a la cultura pop que refrescan el argumento con fugaces apariciones de íconos mediáticos de toda época, desde Humphrey Bogart a Madonna.
El sentido del humor más frecuente en la historia es políticamente incorrecto desde la óptica actual del sexismo, pues es básicamente una celebración del machismo en clave humorística, en que las mujeres-objeto suelen caer fácilmente rendidas ante el carismático protagonista, quien es un seductor nato pero también eterno inmaduro y temeroso del compromiso (que es la caricatura con que muchos hombres proyectan sus fantasías de vida), o bien son mostradas como personajes manipuladores y hasta inescrupulosos. La sobresaliente calidad del arte gráfico y narrativo ameritan considerar a esta serie de cómic como una obra de culto.

## Personajes
- El Negro Blanco: Protagonista de la tira
- Chispa: El gran amor del Negro Blanco
- Agatha: Una "Bruja" que sorprende a todos los personajes por sus habilidades
- Carlos Marcucci: Un personaje que, a pesar de ser físicamente feo, es acosado por casi todas las mujeres, que lo encuentran irresistible. A pesar de que dicha situación es retratada a un nivel paródico y humorístico, Trillo creó el personaje basándose en un amigo suyo, con el mismo nombre y aspecto físico.[2]
- Susana: Periodista del diario. Está enamorada del Negro, pero él no le presta atención
- Anibal: El jefe del Negro en el diario. Es quien le encarga investigaciones.
- Melisa Caramelo: Psicóloga con una relación con Aníbal. Muy extrovertida, y se divierte dándole celos a su pareja para ver cómo se enoja.
- Miguel: Compañero de piso del Negro, viven juntos. El personaje Miguel dibuja una historieta (dentro de la historieta) protagonizada por el Negro Blanco y Chispa como protagonistas, referenciando mediante metaficción el modo en que Trillo utiliza a su amigo Marcucci como personaje en la tira real.
- Flopi Bach: Una periodista que se suma al diario. Su aspecto fue creado a partir de la modelo Araceli González, desconocida por aquel entonces.
- Morena Blanco: La atractiva medio-hermana menor del Negro que es fruto de la relación de su padre, un antropólogo vividor e irresponsable, con una mujer uruguaya. Es retratada como una adolescente muy liberal, traviesa y desinhibida, que aporta momentos de humor tan eficaces como políticamente incorrectos, alusivos a las relaciones de hombres maduros con chicas menores.
- Cococha Valdivia: Reportera sensacionalista de espectáculos, quizá la única mujer deliberadamente fea en la historia, extremadamente delgada y con rasgos grotescos de caricatura. Su carencia de atractivo enfatiza su carácter ambicioso, desalmado y sin escrúpulos. Está basada en Olivia Oyl la eterna novia de Popeye.

## Reediciones
Durante el 2006 la tira comenzó a ser reeditada por la Editorial Ivrea, en un total de 10 tomos. Para esta edición se utiliza el formato —modificado por los propios autores— con que la serie se publicó en Italia, en la revista Lanciostory de Eura Editoriale, que adapta las tiras diarias al formato de revista de historietas.